# Harro Heinz Theodor Fromme
Harro H. T. Fromme (* 12. Dezember 1921 in Bremen; † 21. Juli 2008 in Bremerhaven) war ein deutscher Opernsänger (Bassbariton), Filmdirektor und Maler.

## Leben

### Jugend
Fromme war eines von zwei Kindern des Offiziers Robert August Jacob Eugen Fromme und seiner Frau Clara Marie geb. Drewes. Durch den berufsbedingten häufigen Umzug der Familie musste er in seiner Schulzeit zehn verschiedene Lehranstalten besuchen.
Im Alter von 16 Jahren wurde er auf Wunsch seines Vaters Kadett auf der Viermastbark Priwall, obwohl er mit seinem Talent zum Malen lieber eine Kunstakademie besucht hätte. Auf der Priwall traf er den Münchener Kunstprofessor und Marinemaler Kay Heinrich Nebel (1888–1953), der sein Talent erkannte und ihn zu einem Studium ermutigte.

### Kriegsgefangener und Ausbildung
Von 1937 bis 1939 war er Leichtmatrose auf dem Schoner Adalbert und Besatzungsmitglied des Ostafrikadampfers Ussukuma, der sich 1939 selbst versenkte. Nach einer kurzen Internierung auf den Falklandinseln war er bis 1947 Kriegsgefangener in Baviaanspoort bei Pretoria. Hier lernte er verschiedene Künstler kennen. So wurde er 1940 Schüler von Heinrich von Michaelis, anschließend, 1942 bis 1945, von Otto Schröder und 1947, nach seiner Internierung, von Annemarie Oppenheim. Während der Internierung freundete er sich auch mit dem Dichter Ernst Engelken an, für den er, in seinem 1947 in Südafrika veröffentlichten Gedichtband Der innere Kreis, eine Radierung anfertigte.
Zurück in Deutschland wurde er Schüler von Victor Schulte, mit dem er eine Kirchendecke in Kirchrode restaurierte. Im selben Jahr, 1948, wurde er in den BBK aufgenommen.

### Rückkehr nach Afrika
Lange blieb Fromme nicht in Deutschland, es zog ihn zurück nach Südafrika, wo er in der Royal Academy zwei Klassen für Landschaftsmalerei vertrat. Es folgten einige Einzelausstellungen in Pretoria und Johannesburg. Während dieser Zeit fertigte er auch ein Porträt für Vivien Leigh, Cecil Coomer (Mitglied der Old Vic Theatre-Company), sowie für die Marquesa of Annendale.
Von Johannesburg zog er 1952 nach Kapstadt, wo er seine Stimme durch Alessandro Rota, Beatrice Gibson, jedoch hauptsächlich durch die Gesangslehrerin Madame Daisy Bell Nussbaum ausbilden ließ. Es folgten Konzerte, Opernabende und Rundfunk-Live-Übertragungen. Bestrebt immer etwas Neues zu lernen sprang er bei Pan African Films als Kameramann ein und wurde später dort sogar Filmdirektor. Auch als Schauspieler konnte man ihn um 1950 bei Empire Films betrachten. Am Ende der 50er Jahre teilte er sich ein Atelier mit J. Beuys und Frank Cassell. Während dieser Zeit schuf er Porträts von Monsignore O’Rourke (Ritter vom Heiligen Kreuz und oberster Geistlicher der Herz-Jesu-Kirche in Green Point, Kapstadt), dem Bürgermeister von Kapstadt und David Tomlinson. Auch lernte er hier seine erste Frau Marlene kennen, mit der er zwei Kinder hat.

### Opernsänger in Deutschland
Seine Gesangslehrerin machte Fromme klar, dass er eine erfolgreiche Karriere als Opernsänger nur in Deutschland starten könne wohin er 1959 zurückkehrte. Er sang in Hildesheim, Braunschweig, Osnabrück, Würzburg und verschiedenen anderen Theatern und es gab Aufnahmen vom NDR. Seine Karriere endete 1967 nach zwei Spielzeiten im Stadttheater Bremerhaven.
1964 wurde er in die Hildesheimer Freimaurerloge Pforte zum Tempel des Lichts aufgenommen.
Von 1967 bis 1987 arbeitete er bei der Nordsee-Zeitung in Bremerhaven. Dort wurde er Leiter des Werbeateliers. Er lernte hier seine zweite Frau Sigrid kennen, mit der er einen Sohn hat.

### Freischaffender Künstler
1986 eröffnete er seine erste deutsche Ausstellung im Paul-Ernst-Wilke-Atelier. Es folgten Ausstellungen mit dem BBK in Bremerhaven, Dorum, Cuxhaven, Stade und Macharaviaya bei Málaga in Spanien sowie 1997 Retrospektiven in der Geestbank-Galerie in Bremerhaven und 2002 in Dorum und Ausstellungen in der Deutschen Post und der Hochschule in Bremerhaven. 2004 gestalteten die Bildhauerin Barbara Uebel und Fromme den Andachtsraum der Kapelle für Gäste aller Religionen der Seemannsmission in Bremerhaven. 2005 folgte eine Retrospektive in der Burg zu Hagen. Seine Werke befinden sich in öffentlichem und in privatem Besitz in Südafrika, Namibia, England, USA der BRD und Spanien.
Bis zu seinem Tod lebte Fromme in Spaden bei Bremerhaven. Er ist der Vater der Kalligraphin Roma Fromme-Monsees.